# George Weah
George Tawlon Manneh Oppong Ousman Weah (n. 1 octombrie 1966, Monrovia) este fostul presedinte al Liberiei și fost jucător de fotbal. Și-a petrecut 14 ani din cariera de fotbalist profesionist jucând pentru cluburi din Franța, Italia și Anglia. În 1995 a fost numit jucătorul anului în lume, fotbalistul anului în Europa și fotbalistul african al anului.
La 27 decembrie 2017 a fost ales președintele al Liberiei.

## Cariera de club
Weah s-a născut în 1966, într-un cartier al capitalei liberiene Monrovia. La vârsta de 15 ani, s-a apucat de fotbal, jucând la echipa de tineret a Young Survivors, ulterior mutându-se și la alte grupări din țara sa, ca Mighty Barrole și Invincible Eleven, cu care a câștigat câteva trofee interne, inclusiv campionatul și Cupa Liberiei. Până la mutarea în Europa, Weah a lucrat ca telefonist la Corporația de Telecomunicații a Liberiei.
Abilitățile lui Weah au fost descoperite de Arsene Wenger, iar în 1988, Weah s-a mutat în Europa, semnând un contract cu Monaco. În timpul șederii sale la Monaco, a câștigat titlul de Fotbalistul African al Anului în 1989, Cupa Franței în 1991 și a ajutat echipa să ajungă până în semi-finalele Cupei Cupelor UEFA în 1992.
În 1992, Weah s-a transferat la Paris Saint-Germain. Cu parizienii, a câștigat Ligue 1 în 1994, Cupa Franței în 1993 și 1995 și Cupa Ligii în 1995. De asemenea, a devenit golgheterul UEFA Champions League în sezonul 1994-1995, cu 7 goluri, după ce a ajuns până în semi-finale cu PSG, cel mai notabil dintre acestea fiind un gol marcat împotriva echipei germane Bayern München la 23 noiembrie 1994. A fost desemnat, din nou, Fotbalistul African al Anului în 1994.
În 1995, Weah a semnat cu Milan. A urmat o perioadă plină de realizări atât individual, cât și cu echipa de club. Tot în 1995, George Weah a câștigat Balonul de Aur și a fost desemnat Fotbalistul Mondial al Anului, devenind primul fotbalist african care să câștige aceste trofee. Cu rossonerii, Weah a câștigat de doua ori titlul în Serie A, în 1996 și 1999, a ajuns în finala Cupei Italiei în 1998 și a jucat în Supercupa Italiei. Liberianul s-a făcut remarcat și pentru golurile pe care le-a marcat, în particular împotriva lui Lazio în decembrie 1995 și mai ales cel marcat contra celor de la Hellas Verona în 1996. 
În iarna anului 2000, Weah a fost împrumutat la Chelsea până la finalul sezonului, cu opțiune de cumpărare. A înscris goluri împotriva celor de la Tottenham Hotspur, Liverpool și Wimbledon. Cu Chelsea, Weah a câștigat FA Cup.
Chelsea nu a activat opțiunea de cumpărare, așa că în vara anului 2000, Weah o părăsește pe Milan pentru a semna cu Manchester City. Și-a reziliat contractul cu cetățenii în octombrie, nemulțumit cu statutul de rezervă și a semnat cu Olympique de Marseille, unde a rămas pâna în primăvara anului 2001, după care s-a transferat la Al-Jazira, unde și-a încheiat cariera în 2003.

## Cariera internațională
George Weah a evoluat pentru echipa naționala a Liberiei din 1987 și până în 2003. În ciuda succesului pe plan individual și la echipa de club, Weah nu și-a putut transpune acest succes și pe plan internațional. Pentru una dintre cele mai mici națiuni pe harta lumii, Weah a făcut tot posibilul pentru a susține echipa națională, inclusiv antrenând-o și finanțând-o el însuși. În ciuda eforturilor sale, Liberia nu a reușit calificarea la nici o ediție de Cupa Mondială FIFA, însă a participat la două ediții de Cupa Africii pe Națiuni, în 1996 și 2002. 
În aproape 20 de ani, Weah a jucat un total de 60 de meciuri și a marcat 22 de goluri pentru echipa națională.

## Palmares

### Club
Monaco
- Cupa Franței: 1991

Paris Saint-Germain
- Ligue 1: 1993–94
- Cupa Franței: 1992–93, 1994–95
- Coupe de la Ligue: 1995

Milan
- Serie A: 1995–96, 1998–99

Chelsea
- FA Cup: 1999–2000

### Individual
- Fotbalistul African al Anului: 1989, 1994, 1995

- FIFA XI: 1991, 1996 (rezervă), 1997, 1999

- Golgheter al UEFA Champions League: 1994–95

- Balonul de Aur: 1995

## Educație
Weah a terminat școala generală la Congresul Musulman și a urmat apoi cursurile Liceului Wells Harington din Monrovia, abandonând în ultimul an pentru a se concentra pe cariera fotbalistică. După retragerea din fotbal, a terminat liceul în 2006 și a urmat cursurile Universității Parkwood din Londra, obținând o diplomă în management sportiv, care însă a fost considerată nulă din cauza lipsei obligativității frecvenței. În 2011, Weah a absolvit cursurile Facultății de Gestiune a Afacerilor a Universității De Vry din Miami, după care a obținut și diploma de master în 2013.

## Cariera politică
În 2004, a intrat în politică, formând partidul Congresul Democratic pentru Schimbare.
În 2005, Weah a candidat la președinția Liberiei. Educația precară și lipsa de experiența politică au fost considerate principalele motive pentru care acesta ar fi nepotrivit pentru a conduce țara, în contrast cu principala contra-candidată, Ellen Johnson Sirleaf, educată la Universitatea Harvard, cu experiența administrativă atât în guvernul Liberiei, cât și în Banca Mondială și Organizația Națiunilor Unite. În turul 1, Weah s-a clasat pe primul loc, cu 28,3% din voturile exprimate, calificãndu-se în turul 2 împotriva lui Sirleaf. În turul 2, Weah a pierdut alegerile în fața lui Sirleaf, obținând 40,6% din voturi, comparativ cu 59,4% ale contra-candidatei sale.
Weah a continuat să fie implicat în politică ca lider al CDC, conducând partidul în campania pentru alegerile legislative din 2009. În 2012, a candidat fără succes pentru postul de vicepreședinte pe lista lui Wiston Tubman, pierzând în fața lui Joseph Boakai.
În 2014, Weah a fost ales senator în Parlamentul Liberiei, din partea cantonului Montserrado. În cei trei ani de mandat, a participat doar ocazional la ședințele Senatului și nu a avut nici o inițiativă legislativă inițiată sau votată. 
În 2017, și-a anunțat, din nou, candidatura la președinție. S-a clasat pe primul loc în turul 1, cu 38% din voturi. La 26 decembrie 2017, Weah a fost ales președinte al Liberiei, învingãndu-l în turul 2 pe vicepreședintele Joseph Boakai, cu 61% din voturi.